# HD 217944
HD 217944，又名BD+57 2676，SAO 35103、HR 8778，是一颗恒星，视星等为6.43，位于銀經109.22，銀緯-1.4，其B1900.0坐标为赤經22h 59m 8.2s，赤緯+58° -1.4′ 32″。